# Ouê‘a
Ouê‘a är en ort i Djibouti.   Den ligger i regionen Djiboutiregionen, i den sydöstra delen av landet, 30 km väster om huvudstaden Djibouti. Ouê‘a ligger 426 meter över havet och antalet invånare är 3 167.
Terrängen runt Ouê‘a är huvudsakligen kuperad, men åt sydväst är den platt. Terrängen runt Ouê‘a sluttar norrut. Runt Ouê‘a är det ganska tätbefolkat, med 72 invånare per kvadratkilometer. Närmaste större samhälle är Arta, 2,6 km nordväst om Ouê‘a. Trakten runt Ouê‘a är ofruktbar med lite eller ingen växtlighet.